# Транспорт у Брюсселі
Транспорт у Брюсселі має розгалужену мережу як приватних так і громадських транспортних засобів. 
Громадський транспорт включає брюссельські автобуси, трамваї, брюссельський метрополітен  та залізничні станції, що обслуговуються громадськими поїздами. Також є загальнодоступні системи спільного використання велосипедів та автомобілів. Повітряний транспорт доступний через один із двох аеропортів міста ( Брюссельський національний аеропорт та аеропорт Брюссель-Південний Шарлеруа ), а човновий транспорт - через порт Брюсселя . За північноєвропейськими стандартами місто відносно залежить від автомобілів і, згідно з опитуванням про рух транспорту Inrix, воно вважається найбільш перевантаженим містом у світі. 
Складність політичних моментів Бельгії ускладнює вирішення деяких транспортних питань. Регіон столиці Брюсселя оточений фламандським та валлонським регіонами, а це означає, що аеропорти, а також безліч доріг, що обслуговують Брюссель, розташовані в різних двох бельгійських регіонах. Наразі в Брюссельському регіоні за транспорт відповідають два міністри: Паскаль Смет за громадський транспорт і порт Брюсселя та Бруно Де Лілль , який вирішує інші теми перевезення.

## Метро та легка залізниця

Розвиток брюссельського метро до 2006 року

Брюссельське метро розпочало свою роботу з 1976 року. З 2009 року чотири лінії метрополітену обслуговують загалом 60 станцій метро. Лінія 1 сполучає станцію Брюссель-Захід на схід від міста. Лінія 2 проходить в петлю навколо центру міста. Лінії 3 та 4 курсують великими брюссельськими трамваями. Лінія 5 проходить між заходом і південним сходом міста через центр. Лінія 6 з'єднує стадіон короля Бодуена на північному заході Брюсселя з центром міста, закінчуючись петлею навколо центру так само, як лінія 2. 

### Брюссельські трамваї

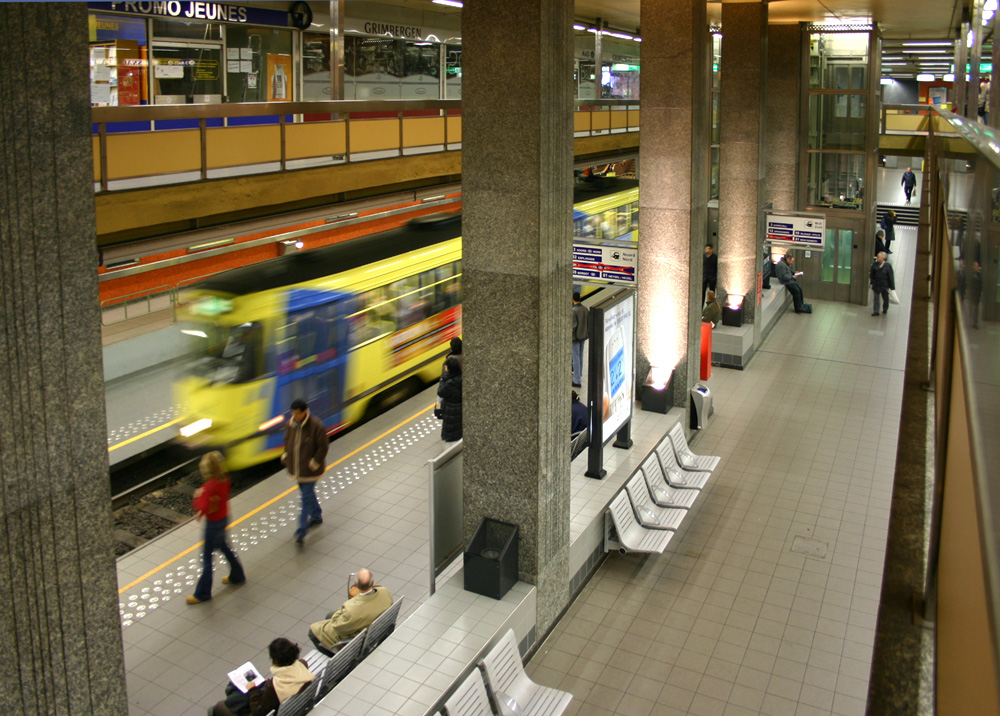
Трамвай, що прибуває на станції метро

Брюссельські трамваї - старий транспортний засіб у Брюсселі. Він експлуатується STIB з 1954 року, але існує з 1869 року.  Брюссельська трамвайна система з часом значно змінилася. В першій половині 20 століття спостерігався підйом (у 1955 р.  обслуговували 246 км трамвайних рейок.) , а  у другій половині 20 століття через популярність транспорту на автобусах падіння та автомобілях. У 1988 році у Брюсселі залишилось лише 134 км трамвайних рейок.  Наприкінці 2000-х років скорочена трамвайна мережа була розширена. Існуючі лінії розширені з 131 км у 2007 році до 133 км у 2008 р. 

## Важка рейка
Залізнична мережа Інфрабель має загалом вісім ліній, якими користуються пасажирські поїзди Брюсселя. Ці лінії обслуговують  29 залізничних станцій і всі вони пропонують обслуговування з однією або кількома лініями автобусів, трамваїв та / або метро. Цю систему планується модернізувати до брюссельського RER. Залізнична станція Брюссель-Південь є основною станцією європейської мережі швидкісних поїздів. Її обслуговують служби швидкісних поїздів TGV, Thalys, Eurostar та ICE .

## Автобуси
У 1907 році брюссельський автобус став курсувати  від Брюссельської фондової біржі до мерії Ікселя.  Автобусна мережа в Брюсселі, станом на 2008 рік, нараховує 360 км автобусної лінії вдень та 112 км вночі   і обслуговує 19 муніципалітетів Брюсселя. У Брюсселі автобуси також експлуатують валлонські( TEC ) та фламандські( De Lijn ) компанії громадського транспорту, щоб дозволити валлонцям та фламандцям їхати до столиці.

## Дороги
У 2012 році  у Брюсселі зафіксовано найбільше перевантажених транспортних засобів у Північній Америці та Європі, згідно з дослідженням американської платформи інформації про дорожній рух Inrix. 
В Брюсселі є автомагістралі, що ведуть до сусідніх країн або міст (європейські маршрути E40, E411 та E19 плюс магістралі A12 та A201), є національні дороги основних доріг та місцевих вулиць. Кругом міста проходить Брюссельське кільце, його перетинають дві менші орбітальні дороги: Велике кільце та Мале кільце .
Дорожню мережу в Брюсселі складають брюссельські автобуси, трамваї, таксі, машини та велосипеди. Система спільного використання автомобілів управляється державною компанією STIB разом із Cambio. 

## Аеропорти
Брюссель обслуговує два аеропорти:  національний аеропорт Брюсселя та аеропорт Брюссель-Південний Шарлеруа, який знаходиться між Брюсселем та Шарлеруа в Госселі.
У Брюсселі є власний порт, його перетинають канал Брюссель-Шарлеруа та Морський канал Брюссель – Шельда .

## Велоспорт
Велосипеди використовуються значно менше порівняно з Фландрією та багатьма іншими містами північно-західної Європи. Модальна частка становить близько 3,5% усіх поїздок у Брюсселі та 2,5% усіх поїздок всередині міста та в'їзду / виїзду з міста.  Однак показник за останні роки значно зріс. З 2009 року система спільного використання велосипедів під назвою Villo! була надана громадськості.
У Брюсселі спостерігається велика кількість велосипедних аварій порівняно з бельгійськими сільськими районами, але  більшість нещасних випадків на велосипеді призводять до лише незначних травм. 